# Imorrível (álbum)
Imorrível é um álbum do músico Di Melo, lançado em 17 de janeiro de 2016 pela Casona Produções. Conta com a participação de BNegão, Larissa Luz e Olmir Stocker e de 55 profissionais, incluindo músicos e técnicos de som. O álbum foi concebido originalmente como uma continuação do álbum de 1975, Di Melo, trazendo as raízes do gênero soul do artista, porém em síntese com a sonoridade das canções atuais.
Em novembro de 2015, antes do lançamento oficial do disco, Di Melo divulgou o disco em um link provisório como presente a seus fãs. A versão em formato long-play teve edição limitada de 300 cópias numeradas e autografadas, fabricadas pela Polysom em vinis de 180 gramas.

## Alinhamento de faixas

### Lado A
| N.º | Título                          | Compositor(es) | Duração |  |
| 1.  | "Imorrível \| Intro"            | Di Melo        | 2:47    |  |
| 2.  | "Barulho de Fafá"               | Di Melo        | 4:20    |  |
| 3.  | "Ribanceira"                    | Di Melo        | 3:52    |  |
| 4.  | "Dioturno"                      | Di Melo        | 4:41    |  |
| 5.  | "Basta Bem Pensar (com BNegão)" | Di Melo        | 3:38    |  |

### Lado B
| N.º | Título                        | Compositor(es)          | Duração |  |
| 1.  | "Navalha"                     | Di Melo                 | 5:04    |  |
| 2.  | "Distando Estava"             | Di Melo                 | 4:17    |  |
| 3.  | "Milagre (com Larissa Luz)"   | Di Melo                 | 4:24    |  |
| 4.  | "Canta Maotina & Chacacalaiô" | Di Melo, Geraldo Vandré | 2:37    |  |
| 5.  | "Multicheiro"                 | Di Melo                 | 3:57    |  |
| 6.  | "Salve a Bandeira!"           | Di Melo                 | 5:37    |  |

### Bônus
| N.º | Título                          | Compositor(es) | Duração |  |
| 1.  | "Disquerer (com Olmir Stocker)" | Di Melo        | 3:31    |  |

## Ficha técnica
- Pedro Diniz – produção, direção artística
- Diogo Nicoloff – produção
- Ricardo Fraga – produção
- Gustavo Lenza – mixagem
- Polysom – fabricação do LP